# Ulysse (poème)
Vous lisez un « article de qualité » labellisé en 2019.
Pour les articles homonymes, voir Ulysse.
Ulysse (Ulysses) est un poème d'Alfred Tennyson (1809-1892), écrit durant le mois d’octobre 1833 et inséré dans Poems, le recueil lyrique en deux volumes que le poète publie en 1842.
Si Tennyson emprunte au récit des aventures et aux traits de caractère du héros de l'Iliade et l'Odyssée, la majorité des critiques s'accorde pour voir en son personnage principal des ressemblances avec l'« Ulisse » du premier livre de la Divine Comédie de Dante Alighieri, l'Enfer (chant XXVI), où le héros a été condamné pour avoir monté le leurre du cheval de Troie et aussi poursuivi une quête de savoir universel dépassant les limites imparties à l'homme.
L'interprétation du poème varie selon les époques. D'emblée, le personnage de Tennyson suscite l'admiration pour sa constance stoïque, rappelée en conclusion par un slogan héroïque, impression corroborée par certaines déclarations de l'auteur. D'autre part, plusieurs événements douloureux de sa vie personnelle ont sans doute contribué à sa décision de l'écrire, en premier la mort d'Arthur Henry Hallam, son plus proche ami foudroyé à 22 ans par une hémorragie cérébrale le 15 septembre.
Depuis le XXe siècle, de nouvelles recherches révèlent plusieurs fissures dans la carapace du héros, ne serait-ce que l'égoïsme forcené l'incitant à abandonner son royaume et sa famille. Ce nouvel angle de vue ironique rapproche le poème de certains épisodes moins glorieux de l'épopée homérique, par exemple le passage impromptu — et ses conséquences — sur le rivage des mangeurs de lotus, auquel Tennyson avait consacré un poème en 1832.
Souvent cité, Ulysse est également utilisé pour illustrer la forme poétique du monologue dramatique, genre très en vogue au XIXe siècle et que cultive volontiers Tennyson — avec Les Mangeurs de lotus, Tithon ou Tirésias qui appartiennent comme Ulysse à la jeunesse du poète.

## Poème
Le poème, en vers blancs, se répartit en trois strophes de longueur inégale, comprenant respectivement 32, 11 et 27 vers.
| Strophe I It little profits that an idle king, By this still hearth, among these barren crags, Match'd with an aged wife, I mete and dole Unequal laws unto a savage race, That hoard, and sleep, and feed, and know not me. I cannot rest from travel: I will drink Life to the lees: All times I have enjoy'd Greatly, have suffer'd greatly, both with those That loved me, and alone, on shore, and when Thro' scudding drifts the rainy Hyades Vext the dim sea: I am become a name; For always roaming with a hungry heart Much have I seen and known; cities of men And manners, climates, councils, governments, Myself not least, but honour'd of them all; And drunk delight of battle with my peers, Far on the ringing plains of windy Troy. I am a part of all that I have met; Yet all experience is an arch wherethro' Gleams that untravell'd world whose margin fades For ever and forever when I move. How dull it is to pause, to make an end, To rust unburnish'd, not to shine in use! As tho' to breathe were life! Life piled on life Were all too little, and of one to me Little remains: but every hour is saved From that eternal silence, something more, A bringer of new things; and vile it were For some three suns to store and hoard myself, And this gray spirit yearning in desire To follow knowledge like a sinking star, Beyond the utmost bound of human thought. Strophe II This is my son, mine own Telemachus, To whom I leave the sceptre and the isle, — Well-loved of me, discerning to fulfil This labour, by slow prudence to make mild A rugged people, and thro' soft degrees Subdue them to the useful and the good. Most blameless is he, centred in the sphere Of common duties, decent not to fail In offices of tenderness, and pay Meet adoration to my household gods, When I am gone. He works his work, I mine. Strophe III There lies the port; the vessel puffs her sail: There gloom the dark, broad seas. My mariners, Souls that have toil'd, and wrought, and thought with me— That ever with a frolic welcome took The thunder and the sunshine, and opposed Free hearts, free foreheads—you and I are old; Old age hath yet his honour and his toil; Death closes all: but something ere the end, Some work of noble note, may yet be done, Not unbecoming men that strove with Gods. The lights begin to twinkle from the rocks: The long day wanes: the slow moon climbs: the deep Moans round with many voices. Come, my friends, T'is not too late to seek a newer world. Push off, and sitting well in order smite The sounding furrows; for my purpose holds To sail beyond the sunset, and the baths Of all the western stars, until I die. It may be that the gulfs will wash us down: It may be we shall touch the Happy Isles, And see the great Achilles, whom we knew. Tho' much is taken, much abides; and tho' We are not now that strength which in old days Moved earth and heaven, that which we are, we are; One equal temper of heroic hearts, Made weak by time and fate, but strong in will To strive, to seek, to find, and not to yield. | Strophe I [Traduction libre] À quoi bon, en roi oisif que je suis, Auprès de cet âtre silencieux, parmi ces rocs stériles, Marié à une épouse âgée, que je mesure et dispense Des lois injustes à une race sauvage Qui s'enrichit, dort, mange et ne me connaît pas. Je ne puis me passer de voyages ; j'entends boire La vie jusqu'à la lie : toujours, je goûtais De grandes joies et de grandes souffrances, que ce fût avec ceux Qui m'aimaient ou seul ; à terre et lorsque, À travers le déferlement des rafales, les pluvieuses Hyades Contrariaient la mer obscurcie : je connus la renommée ; Sans cesse errant le cœur inassouvi, Je vis beaucoup et beaucoup je connus, cités des hommes, Mœurs, climats, conseils et gouvernements, Moi-même non le moindre, honoré de tous ; Ainsi, je m'enivrais des délices du combat entre pairs, Au loin, sur les plaines résonnantes de la venteuse Troie. J'appartiens à tout ce que j'ai connu ; Toute expérience, cependant, s'ouvre comme une arche d'où Luit le monde inexploré à la frontière À jamais et toujours évanescente alors que j'avance. Quelle tristesse de s'arrêter, de marquer le pas, Et de rouiller sans ternir, de perdre le lustre de l'usage ! Comme si respirer était vivre ! Empiler les vies Eût été trop peu pour moi, et de la mienne seule Ne reste presque rien : mais chaque heure qui passe Est sauvée du silence éternel, mieux encore, S'enrichit de nouveaux apports ; indigne serait Pour quelque trois étés de me ménager, Tandis que mon cœur vieilli s'enflamme du désir De poursuivre le savoir, tel une étoile qui décline, Par-delà l'ultime limite de la pensée humaine. Strophe II Voici mon fils, mon propre enfant Télémaque, À qui je laisse ce sceptre et cette île – Je l'aime tendrement ; il est habile à accomplir La dure tâche d'adoucir par une lente prudence Un peuple rude, et par d'insensibles degrés, Le soumettre à ce qui est utile et bon. Sans reproche, tout entier absorbé Par les devoirs communs, il s'oblige à ne point faillir Aux offices du cœur, et à rendre, moi parti, L'adoration qui est due aux dieux du foyer ; Il remplit sa tâche, moi la mienne. Strophe III Voici le port ; le vaisseau gonfle sa voile : Les vastes mers luisent obscurément. Vous tous, mes matelots, Qui avez connu la peine, la rudesse du labeur, à moi unis en pensée, Vous qui toujours, l'humeur folâtre, avez pâti Du tonnerre et du soleil, et vous êtes dressés, Cœurs libres et fronts libres – vous et moi sommes vieux ; La vieillesse garde son honneur et son labeur ; La mort est la fin de tout ; mais quelque chose avant la fin, Quelque œuvre fameuse peut encore être accomplie, Qui ne soit pas indigne d'hommes ayant lutté avec des dieux. Les feux commencent à scintiller sur les rochers : Le long jour pâlit ; la lente lune monte ; l'océan Gémit à l'entour d'une multitude de voix. Venez, mes amis, point n'est trop tard pour se lancer en quête D'un monde nouveau ; poussons au large et en rangs serrés, Fendons ces sillons sonores ; car je garde l'envie De voguer au-delà du coucher du soleil où baignent Toutes les étoiles occidentales, jusqu'à ma mort. Peut-être les courants nous porteront-ils, Peut-être nous échouerons-nous aux îles Fortunées Et verrons-nous le grand Achille que nous connûmes ; Bien que beaucoup ait été pris, il nous en reste beaucoup, Et si nous avons perdu cette force Qui autrefois remuait la terre et le ciel, Ce que nous sommes, nous le sommes, Des cœurs héroïques et d'une même trempe, Affaiblis par le temps et le destin, Mais forts par la volonté De chercher, lutter, trouver, et ne rien céder. |

## Analyse

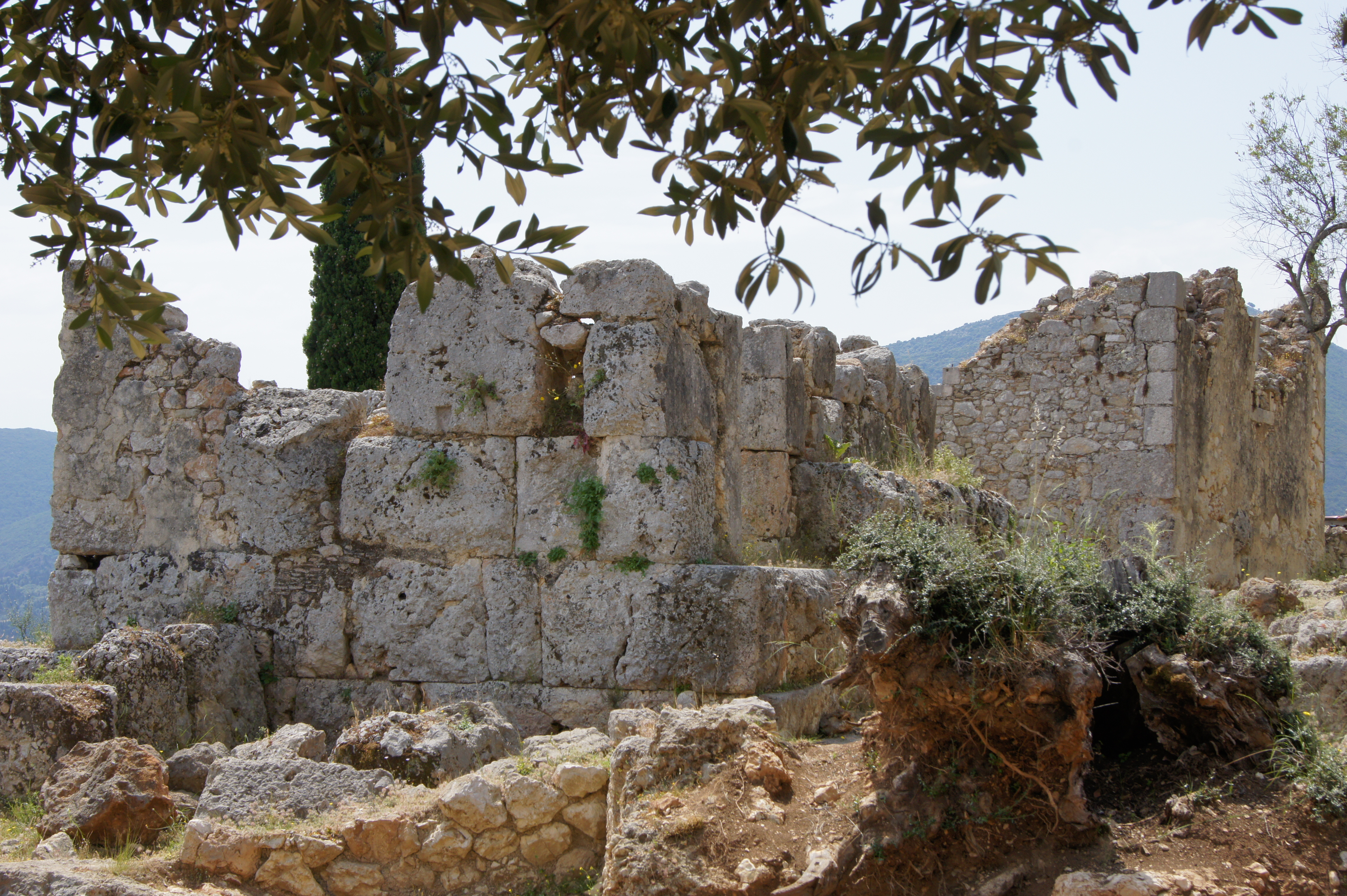
Vestiges présumés du palais d'Ulysse sur les hauteurs de Stavros, à Ithaque.

La première strophe expose l'état d'esprit d'Ulysse. Sa conception d'un roi idéal ne se résume point au tableau d'un législateur empreint des traditionnelles vertus domestiques, assis au coin du feu avec sa fidèle épouse. Ici, prévaut la distance d'avec le peuple, l'indifférence à l'égard de cette horde de quasi-animaux dont le seul souci est de manger, dormir et se sentir protégés. Au-delà de ces basses contingences, l'appelle une mission d'une autre envergure. Ulysse sait que sa célébrité repose sur les exploits accomplis dans le passé, mais telle n'est pas encore la réelle substance de sa motivation. La curiosité de son esprit, sa culture accumulée au fil des voyages et des rencontres le poussent vers un horizon à jamais reculé. Comme une épée, il lui faut briller dans l'action et échapper à la rouille du temps perdu.
Dans la deuxième strophe, Ulysse présente son fils Télémaque et souligne la fondamentale différence de tempérament qui les sépare. Bon roi, Télémaque le sera, l'est sans doute déjà, mais sans envergure, tant il se conforme à l'obscur exercice du pouvoir et aux honneurs non moins routiniers rendus aux dieux de l'âtre.
La troisième strophe montre Ulysse qui s'adresse à son équipage ou à ce qu'il en reste. Le port, le navire, le large les appellent. Pendant leur périple en mer, les matelots et lui n'ont fait qu'un, mais tous libres de cœur et de « front » (free hearts, free foreheads). Point n'est besoin de nostalgie, l'avenir suffit à enflammer les âmes, et reste assez de force pour partir vers des terres inconnues au-delà des étoiles de l'occident (western stars),.

## Sources

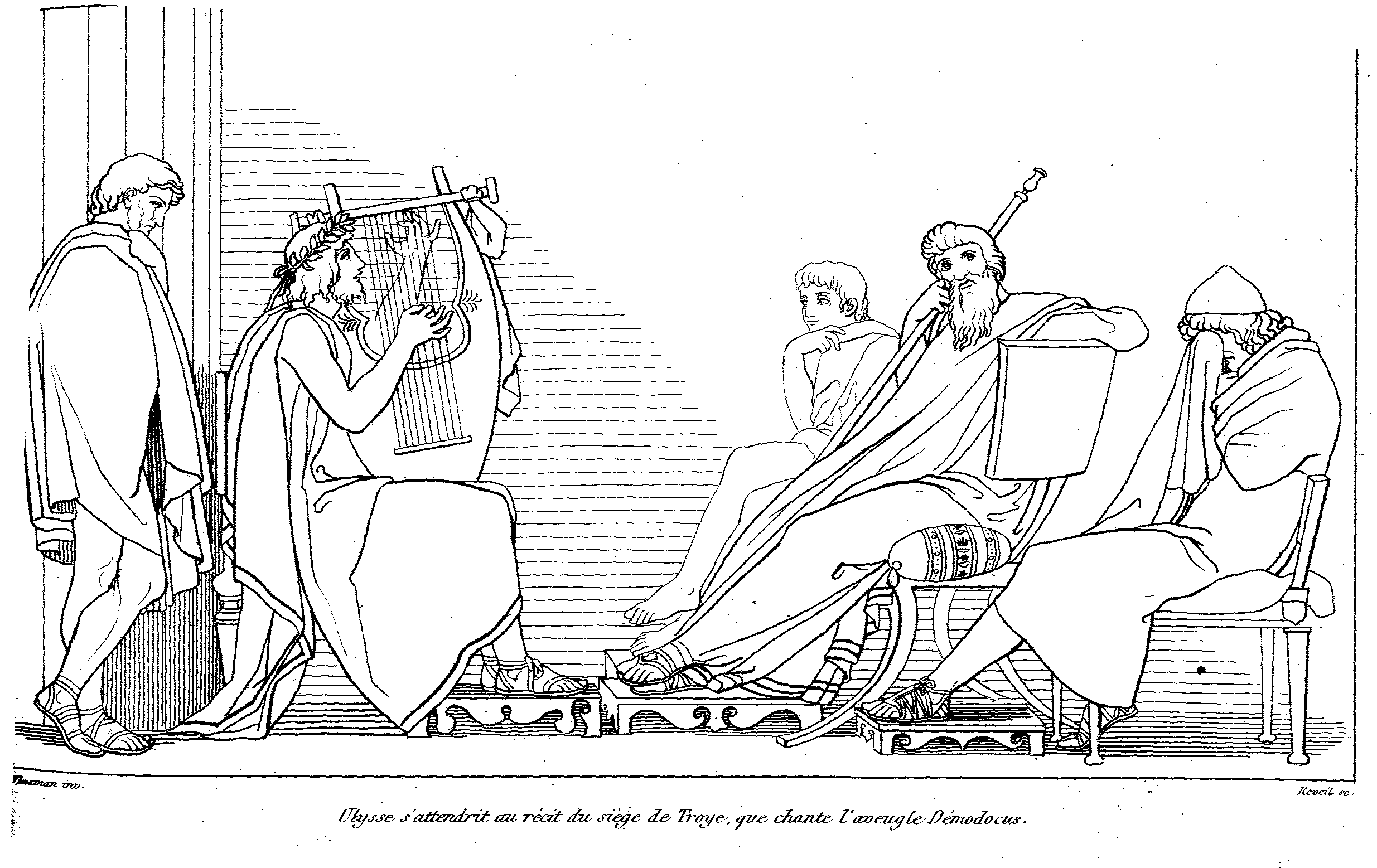
Démodocos chante devant le roi, par John Flaxman (1810).

À première vue, le discours d'Ulysse paraît simple. Son errance appartient au passé. Madeleine Cazamian souligne l'importance de l'érudition classique dans l'inspiration de Tennyson et rapporte à ce sujet le commentaire de Verlaine qui, dans une conversation avec W. B. Yeats, déclare que « même quand il est au comble du désespoir, il lui vient des réminiscences en foule ». Stanford nuance le propos et voit plutôt en lui le premier auteur moderne à brosser un personnage nouveau, se démarquant des nombreuses sources littéraires auxquelles il a puisé.
Il n'en demeure pas moins que le socle premier du personnage est l'épopée homérique, ce qui se manifeste directement dans quelques passages : ainsi, au vers 11, l'affirmation « Je suis devenu fameux » (I am become a name), qui renvoie à l'épisode où Démodocos chante devant lui ses propres aventures, première manifestation selon Hannah Arendt de l'autobiographie de tradition occidentale, ce qui illustre la préoccupation constante de l'Odyssée de faire « revivre » le passé ; de même, dans des phrases telles que « La houle immense luit obscurément » (There gloom the dark broad seas) (vers 45) ou « l'océan / Gémit à l'entour de ses mille voix » (The deep / Moans round with many voices) (vers 55–56), l'intention épique affleure ; plus généralement selon Edith Hall, ce n'est qu'à l'écoute de ses propres exploits qu'Ulysse prend vraiment conscience de son identité profonde, qu'ils soient rappelés ou chantés par ses pairs, un barde ou lui-même.
En dehors de l'Odyssée, les critiques décèlent dans le poème des rappels de Shakespeare, mais l'apport primordial demeure l'Enfer de la Divine Comédie de Dante.

### Ulysse et Shakespeare
Deux passages reprennent ouvertement la formulation du barde de Stratford-upon-Avon : le premier concerne l'évocation de la « race sauvage » « Qui s'enrichit, dort, mange et ne me connaît pas » (vers 5), écho du soliloque de Hamlet à l'acte IV : « Qu'est-ce que l'homme, s'il n'a pour but et activité que de dormir et de manger ? Une bête, rien de plus. »
Le second exemple relève de la même veine. À l'acte III, scène 3, de Troïlus et Cressida, Ulysse prononce une tirade destinée à Achille qui évoque les mots que lui prête Tennyson :
La persévérance seule, mon cher seigneur,

Garde à l'honneur son éclat. Avoir fait, c'est rester

Hors de mode, pendu comme une cotte de mailles rouillée

À quelque panoplie dérisoire.
De même, certains passages de Macbeth, en particulier à l'acte I, scène 7, vers 1-28 et à l'acte II, scène 1, vers 33-61, traitent de la notion de pouvoir en des termes susceptibles d'avoir inspiré Tennyson. D'autre part, la phrase I will drink / Life to the lees (« boire la vie jusqu'à la lie ») renvoie à The wine of life is drawn and the mere lees is left this vault to brag of (« le vin de la vie est tiré, et la lie seule — reste à cette cave [pour se vanter] ») que prononce Macbeth à l'acte III, scène 3, vers 101 et 102 devant la dépouille de Duncan que vient de tuer son épouse. La situation est certes différente : dans le cas d'Ulysse, pendant l'ensemble de ses exploits, il reste accompagné de compagnons de toute loyauté, même les Lestrygons anthropophages (Odyssée, chant X, vers 82-86), mais leur nombre s'amenuise de plus en plus. En fin de compte, lorsqu'il réussit à gagner l'île d'Ogygie et rencontre le roi Alcinoüs, il est seul ; tous ses fidèles ont péri en mer de par la fureur d'Apollon. Telle est la raison pour laquelle il proclame avoir chéri ses actes d'héroïsme, qu'il ait été « seul ou en compagnie ».
Enfin, la métaphore du glaive que corrompt la rouille dès que s'arrête le combat peut avoir été inspirée par l'affirmation opposée de Falstaff dans la deuxième partie de Henri IV, acte II, scène 2, qui prétend « J'aimerais mieux être rongé à mort par la rouille que réduit à néant par un mouvement perpétuel, ».

### Ulysse et Dante

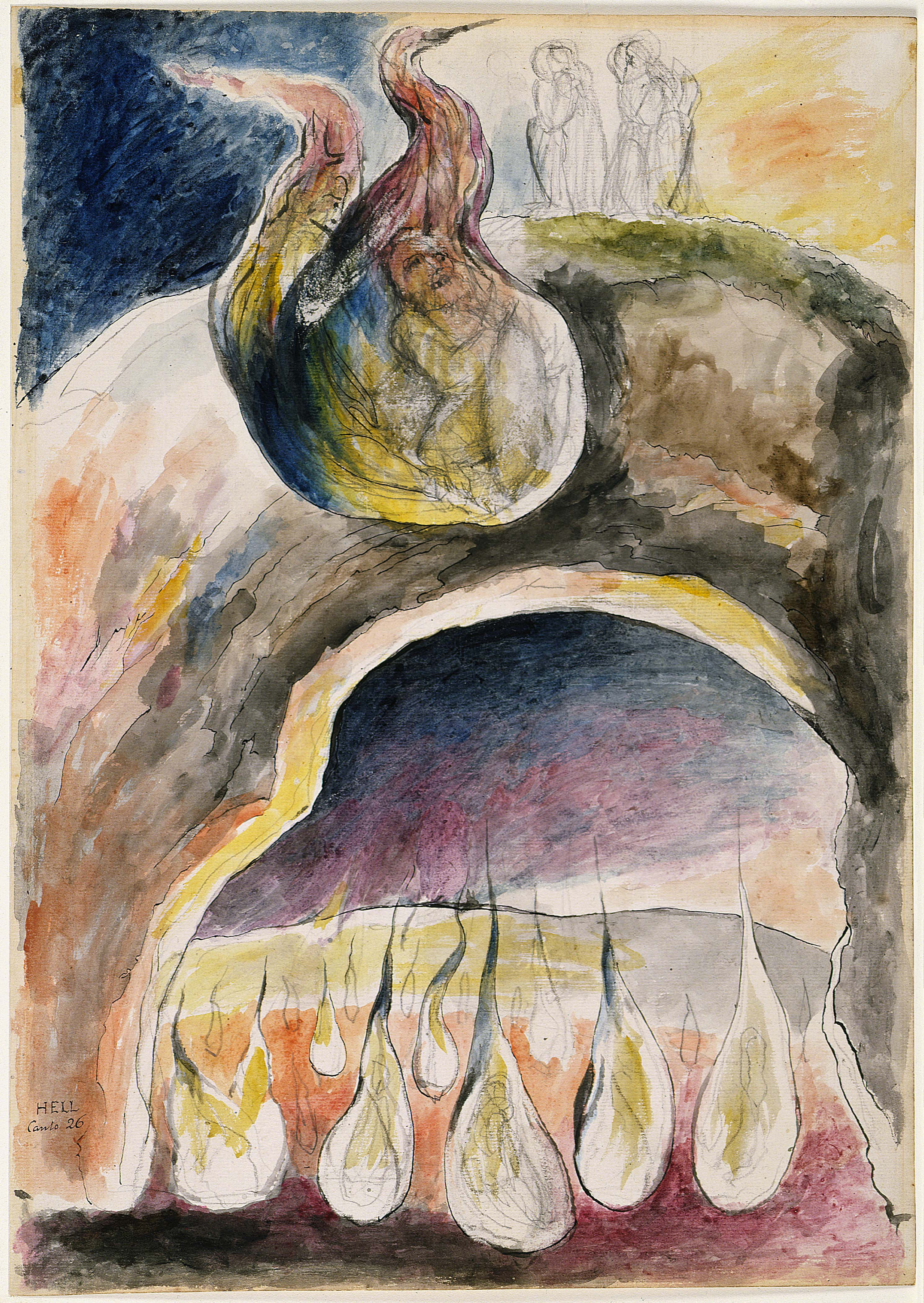
L'Enfer de Dante, aquarelle de William Blake (1824-1827). Ulysse et Diomède dans le huitième cercle réservé aux langues perfides, enveloppés dans la même flamme.

Dans le livre XI de l'Odyssée, le prophète Tirésias prédit à Ulysse qu'il reviendra à Ithaque après une « piteuse expédition » (tedious expedition). Plus tard, il entreprendra un nouveau voyage chargé de mystère, puis, l'âme tranquille, rencontrera la mort par l'entremise des flots. Cette prophétie se retrouve à la fois dans Dante et chez Tennyson. En effet, l'italianité, reconnue par l'auteur, qui est aussi à la source du poème, émane du chant XXVI de l'Enfer de la Divine Comédie. Tennyson est familier de l'œuvre du poète florentin, mais comme l'explique Brigitte Urbani, les yeux du XIXe siècle lisent l'œuvre de Dante à leur façon romantique, loin de ceux du moraliste moyenâgeux.

#### Un simple récit à nu

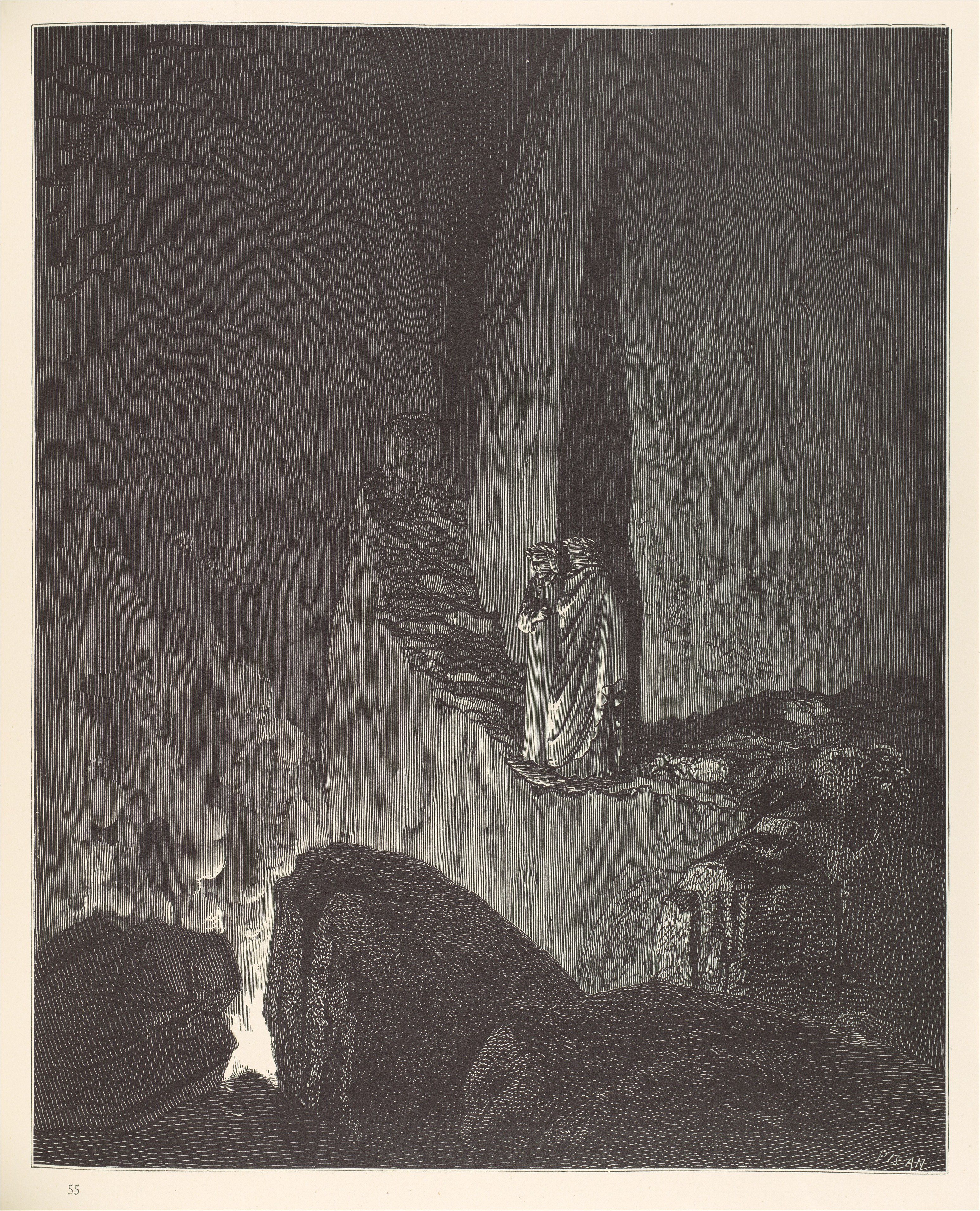
Dante et Virgile parviennent au huitième cercle de l'Enfer, par Gustave Doré.

Dans l'Enfer de la Divine comédie, le passage concernant Ulysse se présente sous la forme d'un récit dénué de commentaire : Dante, sous la houlette de Virgile, visite le royaume des ombres, constitué de neuf cercles (ou bolge) concentriques. Dans chaque « cercle » où il pénètre, il rencontre au moins un personnage avec qui il se prend à dialoguer. Il parvient au huitième, l'avant-dernier qui précède la demeure de Lucifer. Là sont enfermés les fraudeurs, plus précisément les conseillers perfides, destinés à brûler dans le feu pour l'éternité. Il y aperçoit une double flamme en forme de langue fourchue dépassant toutes les autres. Selon la loi du « contrapasso », la langue de feu du supplice est à l'échelle de la langue diabolique qui a distillé le mensonge et dispensé de pernicieux conseils.
Dans cette flamme brûlent deux complices en expéditions frauduleuses, Ulysse et Diomède, autre héros grec de la guerre de Troie. Dante pose à Ulysse une seule question : comment est-il mort ? Ulysse raconte : il n'est jamais revenu à son royaume d'Ithaque ; après avoir quitté l'île de Circé, il a sillonné le bassin méditerranéen en compagnie des quelques marins ayant accepté de le suivre par seul désir de voir le monde. Arrivé aux colonnes d'Hercule, limites du monde connu, il a persuadé l'équipage de poursuivre le voyage et d'explorer le grand océan. Sa seule motivation a été sa soif de connaissance, ce qui distingue l'homme de la bête. S'ensuit une navigation de cinq lunes en quête de l'expérience inouïe du « monde sans habitants » et, au loin, surgit une immense montagne d'où se lève aussitôt un tourbillon qui happe le navire, le fait tournoyer trois fois et l'engloutit dans les flots :
| Quando m'apparve una montagna bruna Per la distanza, e parvemi alta tanto, Quanto veduta non n'avea alcuna. Noi ci allegrammo, e tosto tornò in pianto ; Chè della nuova terra un turbo nacque, E percosse del legno il primo canto. Tre volte il fe' girar con tutte l'acque ; Alla quarta levar la poppa in suso, E la prora ire in giù, com'altrui piacque, Infin che il mar fu sopra noi richiuso. | Quand m'apparut une montagne, brune Par la distance, et semblant tant dressée Que je n'avais oncques vu la pareille. Grand joie en fîmes, et bientôt ce fut deuil : Un tourbillon né de la neuve terre S'en vint heurter l'éperon de la nef. Trois fois la fit virer à toutes ondes : Au dernier coup il fit voler la poupe Et la proue engouffrer par loi hautaine. Lors fut la mer par-dessus nous reclose. |

L'explication que donnent les exégètes de cette funeste péripétie est qu'Ulysse et ses hommes sont parvenus trop près de l'hémisphère sud, là où se dresse la montagne du Purgatoire : ils ont franchi les limites de l'au-delà et transgressé celles qui sont imparties aux humains. L'intervention y ayant mis fin est due à « altrui », dit l'Ulisse de Dante, car en Enfer le nom de Dieu ne peut être prononcé et en tant que païen, le damné ne saurait le connaître.

#### Comparaison entre Tennyson et Dante
Tennyson reprend la technique du récit-monologue de Dante et en élabore un qui reste assez semblable à celui de la Divine Comédie, à cela près que le héros d'Homère est bien de retour dans son royaume et ne périt pas à la limite des mondes interdits.
Le principal point de contact entre les deux textes est le désir d'action et surtout de connaissance, paire indissoluble puisque chacun est à la fois source et moteur de l'autre. Dans les deux cas, l'ambition princeps reste de transcender « la vieillesse » (Tennyson), les « lenteurs de l'âge » (Dante). Chez ce dernier, les hommes ne sont pas faits pour « vivre comme des bêtes » ; pour le poète victorien, « une œuvre de renom peut encore être accomplie ». Chez l'un comme chez l'autre, « rentrer » signifie « régresser » à l'état d'animal, devenir bruti selon le vocabulaire de Dante. Les bruti sont des hommes ayant perdu l'enthousiasme et même le désir du savoir, ce à quoi chez Tennyson, condamné à une vie sédentaire au milieu d'« une race sauvage », « un peuple rude », Ulysse répond par « Comme si respirer était vivre ». Dans les deux cas se trouvent mentionnés l'épouse, à laquelle chez Dante seul le devoir exige qu'il soit prêté attention, alors qu'avec Tennyson elle demeure à peine évoquée ; puis le fils, « douceur de mon enfant » dans la Divine Comédie et « fils chéri » dans Ulysse. Le vieux père (Laërte) reste absent chez Tennyson, mais « objet de vénération respectueuse (pitié) » selon le Florentin. Rien ni personne ne saurait avoir précédent sur « l'ardeur à devenir expert du monde » (Dante) et atteindre « au-delà du couchant », c'est-à-dire aux limites de l'Occident, là où meurt le soleil (Tennyson). Chez l'un comme chez l'autre s'impose l'idée de la mort, implicite dans la direction même du voyage et de facto accomplie dans l'Enfer, « un vol fou » comme le caractérise Tennyson.
Aux éléments dantesques somme toute positifs s'en ajoutent d'autres typiquement romantiques. D'abord, le héros, loup solitaire orgueilleux mais blasé, n'éprouve plus que mépris pour son île qui reste sans nom, seulement évoquée par une métonymie « dépréciante » (« ces rocs stériles »). Ici, la dérive par rapport à Homère est totale : tout au long de l'Odyssée, Ulysse se languit pour Ithaque, de loin préférée aux enchantements de lascives nymphes ou déesses. De même, l'affection portée à Télémaque reste trouble : ce fils prétendument aimé se voit condamné à gouverner des « abrutis » (les bruti de Dante) rivés à des côtes sans joie, alors que son souverain de père aspire à conquérir d'autres mondes pour une fois encore égaler les dieux : « Je fais partie de tout ce que j'ai connu », s'exclame-t-il. Ainsi, les lieux parcourus gardent le souvenir de son passage, les guerriers du rivage de Troie se le rappellent comme l'un de leurs pairs. Enfin, si chez Dante, le récit demeure discret, sans orgueil ni repentir, chez Tennyson plane comme une inspiration épique culminant par une nouvelle métonymie dans la dernière strophe, quand « le vent gonfle les voiles du navire », le souffle venu des espaces océaniques sanctionnant par sa promesse l'héroïsme de la tentative annoncée.
Certes, « Tennyson a brossé une figure orgueilleuse, voire méprisante. Néanmoins nous avons là un Ulysse grandiose, tourmenté, héroïque, en un mot la réincarnation de l'Ulysse de Dante perçu à travers l'esprit du XIXe siècle », telle est la conclusion de Brigitte Urbani. La différence la plus marquée cependant entre les deux représentations est que si Dante condamne l'excès de savoir qu'Ulysse a incarné, Tennyson en fait au contraire la figure même de l'intelligence et du courage,.
En cela, il retrouve Homère — et subsidiairement Dante — pour qui Ulysse, lorsqu'il aborde un territoire inconnu, par exemple l'énorme caverne du Cyclope peu après avoir quitté à la hâte la terre des Lotophages, alors que ses hommes n'ont qu'une hâte, c'est de fuir (surtout s'ils ont commis quelques larcins), lui demande à voir, connaître l'habitant de l'endroit. Il est l'homme du souvenir, qui doit expérimenter, explorer le monde humain ou l'autre, le sous-humain où souvent il se jette. Sa curiosité le pousse sans cesse au-delà, même lorsqu'elle risque d'entraîner sa perte.
Le dernier mouvement du poème de Tennyson revient à la lettre du texte de Dante. Ulysse oublie son île et s'oublie lui-même. Il est maintenant question de ports, de flots, de ses marins. Le vieil homme se confond avec l'Ulisse du Florentin qui rêve d'un savoir sans limite. Les deux passages révèlent de nombreuses similarités, l'expérience passée, les origines peu glorieuses (bruti), toutes mues en vertu et en intelligence.
Rowlinson émet l'hypothèse que les marins d'Ulysse ayant trouvé la mort dans les deux poèmes épiques le concernant, l'Ulysse de Tennyson, sous l'influence du passage de la Divine Comédie, serait en proie à une bouffée de reviviscence du rêve d'émancipation ayant jailli en lui des entrailles de l'Enfer.

## Analyse et contexte

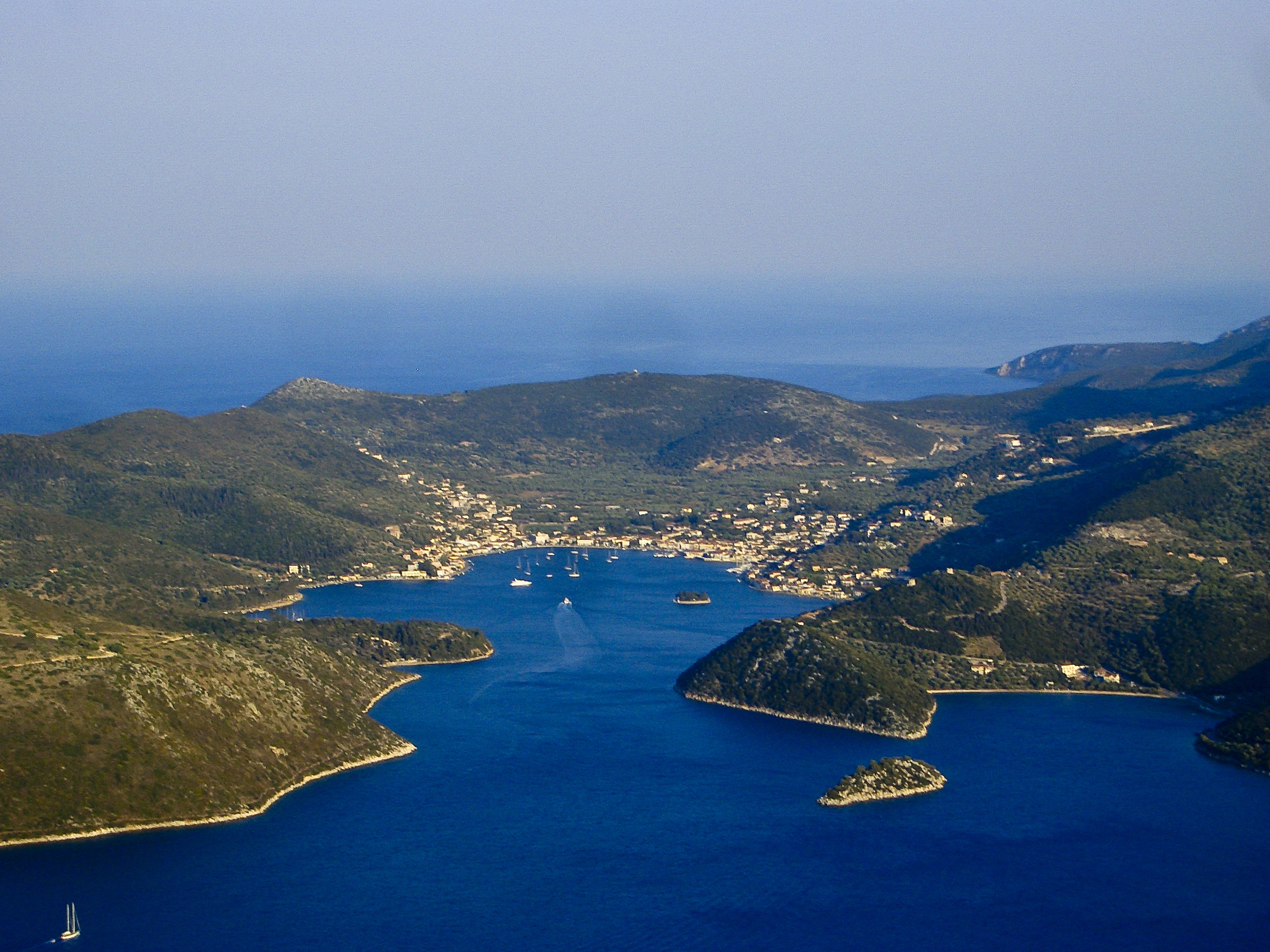
Vathy, capitale de l'île d'Ithaque.

Le monologue dramatique, tout d'une pièce, trahit par son élan l'intensité de la crise qui secoue Ulysse. Écrit à la première personne, le poème présente un locuteur homodiégétique distinct de son créateur, et d'après Dyson, le discours d'Ulysse ressemble à première vue à un soliloque extrait d'une pièce dramatique. Pourtant, les propos ne sont pas entendus par effraction mais directement, comme s'ils étaient destinés à un public, virtuel ou non, le héros lui-même, peut-être une seule personne (voir « vous et moi sommes vieux » qui peut paraître ambigu), ou encore la cour royale, puis — le lieu change dans la troisième partie — les marins du port. Quoi qu'il en soit, le sujet parle aux autres qui, à leur tour, peuvent l'identifier sans équivoque. Lorsque Ulysse déclare qu'il appartient à tout ce qu'il a rencontré, il rappelle qu'il est connu, que son nom et sa réputation vont bien au-delà de son île, et que le héros ainsi nommé et honoré est celui-là même qui déclame les vers de Tennyson,.

### Le présent n'est plus ce qu'il était
De retour après une décennie de batailles sur les plaines de Troie et une autre à errer sur les flots, le héros a retrouvé son aride royaume,. En peu de temps, sa vie a dramatiquement changé : il se languit, contemple sa vieillesse et son inéluctable issue, et lui manquent l'âpreté des champs de bataille, le tumulte des océans, la découverte d'autres îles et l'aventure du savoir (vers 25) :
Comme si respirer était vivre !

Une multitude de vies accumulées

Eussent été trop peu pour moi ; et d'une seule

Bien peu me reste.
De plus, la facture du style, selon Pettigrew, suffit à révéler qu'Ulysse a perdu toute complicité avec son fils ; les formules lapidaires qui se succèdent en témoignent sèchement : « Il fait son travail, moi le mien ». Il y a là un état d'aliénation : chacun va de son côté sans se préoccuper de l'autre, ce que corrobore la parcimonie de la ponctuation. Pourtant, Rowlinson considère qu'un tel point de vue relève de la seule interprétation psychologique, alors qu'il s'agit plutôt d'une métaphore de la paternité. Quant à Christopher Ricks et Dorothy Mermin, ils sont à la peine pour proposer une interprétation, car ils trouvent le passage tout simplement mal écrit,. Paul F. Baum n'y décèle aucune cohérence psychologique ; en revanche, E. J. Chiasson voit dans la médiocrité de l'expression un leurre dont la subtilité témoigne de la duplicité du personnage.
Si prévaut en ce cœur durci une sourde indifférence à l'égard de ses sujets, le roi d'Ithaque décrète pour leur gouverne (mete and dole) des lois « inégales » (unequal laws). L'expression mete and dole, littéralement « peser » et « mesurer », relève du vocabulaire de l'épicerie, comparaison qui se veut négative, les actes de pouvoir n'étant guère plus que des gestes ancillaires. De plus, à l'époque antique, chaque cas litigieux se règle par un examen particulier, aucune loi d'ordre général n'existant pour s'y appliquer, ce qui explique pourquoi Tennyson se réfère à des « lois sans règle, inégales » (vers 4).
Enfin, qu'Ulysse exprime l'ardent besoin de retrouver le large est un paradoxe historique : dans l'Odyssée, il déteste la mer, ses calmes comme ses ouragans, et passe le plus de temps possible dans des îles où ses aventures le conduisent parfois vers des rencontres aussi douces que variées.

### L'ombre des Lotophages
Autre présence ressentie dans le poème, quoique jamais énoncée en tant que telle, celle des mangeurs de lotus. L'aventure de leur rencontre est un épisode marquant de l'Odyssée (chant XV), au même titre que les batailles contre Hector structurent l'Iliade. Les deux épopées ont pris fin, mais leurs épisodes demeurent dans les mémoires. En ce qui concerne Ulysse, le contact avec ces indolents révèle la fragilité du courage : aux éclaireurs d'abord abordés sont dispensées des leçons d'inaction et de paresse, antithèses de la virilité naguère encensée.
Ainsi, au fracas des armes, au battement des rameurs et au claquement des voiles — voir la dernière strophe — s'oppose à jamais la découverte de ce monde à la fois inconnu et inquiétant, où les habitants consomment l'exquise nourriture (εἶδαρ ἄνθινον) de l'oubli. À ces braves s'offrent la défaillance de la mémoire, l'oblitération du passé, l'annihilation du présent et par conséquent la négation de l'avenir. La conscience de soi est enfouie dans l'oubli, et s'effrite le désir de retourner dans la patrie. Comme l'écrit Vernant, « pour être homme, il faut pouvoir surmonter l'oubli, se souvenir de soi et des autres » ; or, les Lotophages apprennent aux gens de mer qui écoutent leur rhapsode que « sur le rivage des Syrtes vit un peuple pacifique, sans organisation politique, qui se nourrit des produits de la cueillette et d'une plante aux propriétés émollientes : là, il n'y a rien à piller, rien à échanger, pas de commerce à faire. Des navires en expédition n'ont aucune raison de stationner. Ulysse, qui a résisté, s'empresse de faire rembarquer ses gens. » L'effacement du souvenir de la patrie représente, à l'arrière-plan des aventures d'Ulysse et de son équipage, le danger et le mal. Désormais, ils rentrent dans un monde où « les enfants de la Nuit » (Hésiode), c'est-dire les puissances nocturnes, étendent peu à peu leur ombre. Pour les Grecs en effet, le propre de l'homme, comme l'explique Vernant, c'est manger le pain et boire le vin, accueillir l'étranger à la pleine lumière du soleil : l'univers où les voyageurs — à quelques milles d'Ithaque — ont été projetés par la tempête est le contraire du monde normal.
Aussi, et de manière significative — le voyage en Espagne avec Arthur Hallam —, Tennyson compose Les Mangeurs de lotus (The Lotos-Eaters) qui commence par un vigoureux « Courage ! dit-il, ». L'appel au courage reste sans effet : Ulysse n'a plus de prise sur ses compagnons, qu'il les exhorte ou non. Désormais, c'est au lotus qu'ils appartiennent : leur dieu est un fruit et ils sont tombés en esclavage.
Tennyson termine son poème le 20 octobre 1833 et le publie en 1842 dans son deuxième recueil, mais à la différence de certaines autres de ses œuvres, il ne le révise pas après sa parution. Au départ, il le scinde en quatre paragraphes, après les vers 6, 33 et 44, ce qui, du point de vue thématique, place la première et la troisième sections en parallèle, soit un monologue pensé (intérieur) et un autre parlé (extérieur). Cependant, le poème est souvent reproduit sans la première césure.

#### Un discours en décalage
Indépendamment de sa forme monologique — quels en sont les interlocuteurs reste en débat —, le poème semble comprendre nombre d'échos autobiographiques, ce dont pourtant Tennyson se défend,. Les critiques divergent sur ce point : certains affirment que Tennyson s'exprime de façon positive et sans trace d'ironie ; d'autres pensent le contraire et ne trouvent aucune identification entre le héros et le poète ; plusieurs, enfin, sont d'avis que les contradictions que porte Ulysse reflètent celles dont est affligé son créateur,.
Pourtant, le locuteur semble à la peine pour relier son passé, son présent et son futur. Ces humeurs conflictuelles se trahissent d'abord par un décalage entre les sentiments qu'énoncent les mots et les sons qui les expriment. Ainsi, l'implacable déroulement du pentamètre iambique se voit souvent interrompu par une substitution spondaïque (/– –/) comme dans :
| Yet all experience is an arch wherethro' Gleams that untravell'd world whose margin fades For ever and forever when I move. (19-21) | Pourtant, toute expérience est une arche à travers laquelle Luit ce monde inexploré dont les limites s'évanouissent Toujours, toujours à mesure que j'avance. |

 Ceci ralentit le tempo et du coup aussi jette le doute sur les déclarations du vieux roi. La pesanteur prosodique de cet extrait incite le poète victorien Matthew Arnold à écrire que « [c]es trois vers prennent à eux seuls pratiquement autant de temps qu'un seul livre de l'Iliade ». De plus, nombre de phrases cascadent de vers en vers en des enjambements qui, d'après Alicia Ostriker, révèlent l'agitation nostalgique d'Ulysse. Tel est le cas dans les vers cités où de wherefro' à gleams, puis de fades à for ever, il n'existe aucune solution de continuité, ce dont témoigne l'absence de toute ponctuation.
Dans ce monologue dramatique, aussi bien le discours avec ses inflexions que le lieu où il est prononcé demeurent une énigme. Hughes y voit une forme de soliloque se muant peu à peu en une adresse au public. Au départ, le vieux marin semble se parler à lui-même, puis dans une deuxième phase, il se tourne vers des témoins invisibles et non identifiés pour présenter son fils. S'il est envisageable que ces deux courtes scènes se situent dans le palais royal, la troisième se tient vraisemblablement sur le rivage d'où Ulysse peut directement héler ses marins.
En réalité, une telle interprétation juxtapose deux discours, l'un direct et franc et un autre plus diplomatique : ainsi, le deuxième paragraphe consacré à Télémaque (vers 32-43) reprend certaines expressions déjà exploitées dans le premier (vers 1-5), mais dont la portée se voit atténuée ; le peuple d'Ithaque, d'abord qualifié de « sauvage » (savage people) se lénifie en « rude » (rugged people). Évidemment, la « sauvagerie » du début connote des relents de mépris raciste : au XIXe siècle, les « sauvages » étaient les autochtones non civilisés, tandis que la « rudesse » ne pouvait qu'apparaître vertueuse.

#### Un sentiment de perte
De plus, Tennyson déclare que son poème a été « écrit sous le poids d'un sentiment de perte totale où tout se trouve anéanti, mais que la vie doit livrer sa bataille jusqu'à son terme ». Ce « sentiment de perte », fort difficilement supporté par l'auteur, exprime la douleur et la résignation ressenties lors du décès de Arthur Henry Allam (1811–1833). Les deux jeunes gens ont l'habitude de discuter de leurs œuvres et de la poésie en général, de la philosophie, de l'art d'écrire des vers. Ensemble, ils ont parcouru l'ouest de la chaîne des sommets pyrénéens, et Tennyson prédit à son compagnon un destin des plus brillants, peut-être même au sommet de l'État, et c'est un mois seulement après cette mort que Tennyson écrit son poème.
Tennyson réside alors à Somersby dans le Lincolnshire ; sa demeure est à peine plus qu'une masure qu'il partage avec sa mère et neuf des dix enfants de la fratrie. Son père est mort en 1831, ce qui a contraint le jeune poète à retourner chez les siens pour s'occuper d'eux. C'est une période de grande détresse pour lui, au point que ses amis craignent pour sa santé physique et mentale. L'atmosphère est loin d'être sereine : entre autres, deux des jeunes frères souffrent de troubles psychiatriques. Et c'est au moment même où Tennyson s'apprête en dépit de ses maigres revenus à consacrer toutes ses forces à reconstruire cette maisonnée, alors même que son recueil de poèmes prévu pour 1832 est presque terminé, que parvient la nouvelle du décès d'Arthur.
D'après Linda Hughes, critique victorienne, Ulysse se « ressent d'un cumul de contraires vécus par le poète » : une situation domestique déplorable à laquelle s'ajoute la brutale annihilation de l'exceptionnelle amitié l'ayant lié au jeune homme disparu. Elle en donne pour exemple un passage où la lassitude d'Ulysse semble être le reflet de celle de Tennyson. Il s'agit du moment précis où Ulysse semble décidé à transcender son âge et son entourage par un regain de voyages, et d'après Hughes, « il est possible que cette volte-face ait attiré le poète vers le mythe [du héros homérique] ». D'ailleurs, Tennyson confie à plusieurs reprises que le poème fait naître en lui « le sentiment qu'il s'impose d'aller de l'avant et d'affronter l'inévitable lutte pour la vie ». En une autre occasion, il déclare : « Le poème a été écrit alors que j'étais écrasé par le sentiment de perte, beaucoup plus que nombre de ceux qui figurent dans In Memoriam. »
Ainsi, à l'instar de son créateur — et sans la résilience dont il fait preuve —, Ulysse se trouve dans une situation désespérée. En 1833, le poème qui le concerne s'est vu assorti de plusieurs autres consacrés aux errances moins glorieuses du héros et de ses troupes, surtout Les Mangeurs de lotus (The Lotos-Eaters). Il y a concordance entre les deux œuvres : le second semble être comme un double négatif du premier. Ainsi, à la lumière de leur comparaison, Ulysse prend une fois encore un nouveau visage, ce que Dyson appelle « l'incapacité de vivre à la hauteur de son propre discours ». Il est plausible qu'à Ithaque, l'ennui qui ronge le vieux roi suscite l'illusion que ses aventures passées peuvent se répéter, qu'il suffit de prendre la mer pour que s'efface d'un coup l'abîme moral qui l'engloutit. John D. Jump cite Goldwin Smith, autre critique victorien, qui en 1855, compare le héros de Tennyson à un vieux boxeur impatient de remonter sur le ring et persuadé qu'il lui suffira de s'y retrouver pour que sa force d'antan soit au rendez-vous. Ainsi, la volonté farouchement annoncée d'Ulysse de se perdre dans les océans ne serait que l'ultime et pitoyable façon de tromper une lassitude de vivre et une mélancolie incommensurables auxquelles ne saurait répondre qu'un appel solitaire sur un rivage déserté. En cela, Tennyson retrouverait le mythe initial puisque lors de l'épopée de son retour, Ulysse passe plus de temps à ne rien faire qu'à agir.
D'ailleurs, le poème ne comporte que deux temps du futur, le premier dans « je boirai la vie jusqu'à la lie » qui, en dépit de sa forme volontariste — I will et non I shall — se réfère en réalité au passé et est donc un futur antérieur, l'autre lorsque Ulysse évoque la possible arrivée dans les Îles Fortunées où réside le grand Achille, futur une fois encore atténué par le modal de possibilité
may.

#### Tennyson et l'ironieinvitus invitam
Dwight Culler fait remarquer que les interprétations ironiques du poème découlent peut-être de la tendance moderne consistant à considérer le narrateur d'un monologue dramatique comme « nécessairement peu fiable » (necessarily unreliable). De fait, contrairement à celui de Ma dernière duchesse de Robert Browning par exemple, qui ne laisse passer que des révélations apparemment accidentelles, Ulysse tient un discours de structure dialectique où les avantages et les inconvénients d'une vision contemplative ou active de la vie se trouvent mis en opposition. Selon Culler, Ulysse se débat entre trois stades plus émotionnels qu'ironiques, dont la fonction est d'abord de le révéler à lui-même : le rejet de la stérilité de sa vie depuis son retour à Ithaque, puis la reconnaissance de la validité des aptitudes à gouverner de son fils Télémaque, enfin fort de ses nouvelles certitudes, la planification d'un nouveau départ.
Cependant, d'autres critiques relèvent de réelles incongruités stylistiques entre l'auteur et son poème, ce qui, d'une certaine façon, en souligne le caractère exceptionnel. Ainsi, selon W. W. Robson, Tennyson, poète responsable, sérieux, engagé s'il en est, exprime des sentiments d'une intense vigueur (extremely strenuous), mais en des accents dénués justement d'intensité et de vigueur. Killham poursuit cette analyse et conclut qu'en effet, s'il existe deux facettes de Tennyson, l'« être social responsable » (the responsible social being) et « le poète mélancolique » (the melancholic poet), ces deux personae « ne se rencontrent que dans Ulysse où ils ne semblent pas se reconnaître ».

### Une interprétation minée

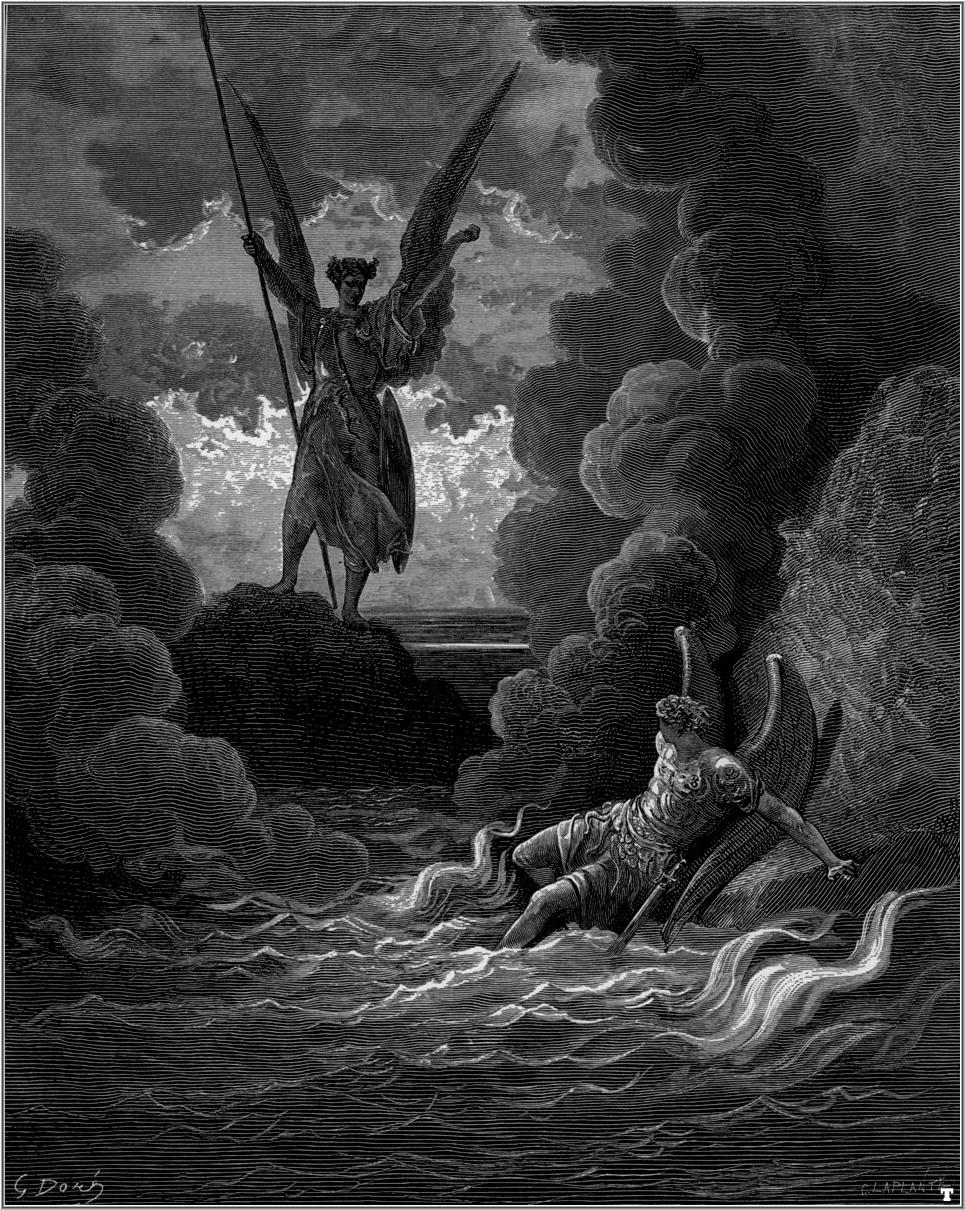
Satan surgissant du lac de feu ; Gustave Doré, 1866. Interprétation critique comparant les derniers sentiments d'Ulysse (courage never to submit or yield) à ceux de Satan dans le Paradis perdu de John Milton.

Jusqu'au début du XXe siècle, les lecteurs expriment une sympathie quasi universelle envers le poème de Tennyson. Cependant, les critiques formulées à partir de 1948 par Paul F. Baum sur sa conception intrinsèque et, du coup, les sentiments de son héros,, font voler cette belle unanimité en éclats. Tout autant qu'Ulysse répond au damné de l'enfer dantesque, il n'est pas sans évoquer les héros manqués de Lord Byron qui, eux aussi, affichent des émotions contradictoires, l'introspection auto-critique, le refus d'une responsabilité civique. Même la résolution finale d'Ulysse : « s'efforcer, chercher, trouver, et ne jamais baisser les bras », se voit minée par l'ironie, car Baum la met en parallèle avec les déclarations de Satan dans Le Paradis perdu de John Milton : « le courage de ne jamais subir ou se soumettre. »
Le dédain dont Ulysse fait preuve envers son entourage, la sèche remarque sur l'âge de son épouse (vers 3) s'avèrent autant de saillies ironiques, destinées à préparer sa résolution d'abandonner la « race sauvage » qu'il gouverne et à souligner la distance philosophique le séparant de son fils Télémaque. Il rejette sa « lente prudence » (slow prudence) (vers 36) tout en soulignant son irréprochabilité (blameless), son discernement (discerning), son application (decent), autant d'adjectifs qui dans la tradition classique et le discours habituel de Tennyson se chargent de connotations positives, en particulier le premier attribut, généralement réservé aux dieux et aux héros.
En 1954, E. J. Chiasson affirme qu'Ulysse ne croit pas à la vie de l'au-delà et que Tennyson utilise un procédé dit d'« indirection », concept théorisé par Walter Benjamin sous le vocable Unweg, pour rappeler que telle est la source de tous ses maux : négliger les enseignements de la religion et, de ce fait fonder sa vie sur le seul désir, ne peut que conduire au sybaritisme ou une brutale répudiation de toute responsabilité.
Autre vision ironique du poème, comme venue de biais, dans sa quête d'absolu, Ulysse aspire au retrait, voire à la mort : sa passivité (rejet de son peuple, des siens, de ses responsabilités) trahissant un état mélancolique qu'il partage avec son créateur. T. S. Eliot va jusqu'à écrire que Tennyson est incapable de raconter une histoire : autant le récit de Dante suscite la curiosité, autant celui du poète victorien relève d'« une veine élégiaque » (action quasi absente, projet des plus vague et vers de conclusion — quelque célèbre soit-il — restant flou, sans que ne s'y dégage vraiment ce à quoi le héros aspire, non plus que ce qu'il refuse d'abandonner). Selon Tucker (Jr.), les personnages de Tennyson « se déplacent » dans l'espace et le temps non pas extérieurement, mais à l'intérieur d'eux-mêmes. « Quelque part là-bas », se contente de dire Ulysse (somewhere out there) ou encore :
| … an arch wherethro' Gleams that untravell'd world whose margin fades For ever and for ever when I move. (vers 19-21) | …une arche à travers laquelle Luit ce monde inexploré dont les limites s'évanouissent (20) Toujours, toujours à mesure que j'avance. |

## Une renommée fluctuante
Les comptes rendus contemporains du poème sont pratiquement tous positifs et n'y décèlent aucune nuance ironique. Ulysse semble répondre aux valeurs de courage et de ténacité qu'a rapidement mises en place l'esprit de l'époque, conquérant, confiant et fier de soi.

### L'admiration des contemporains

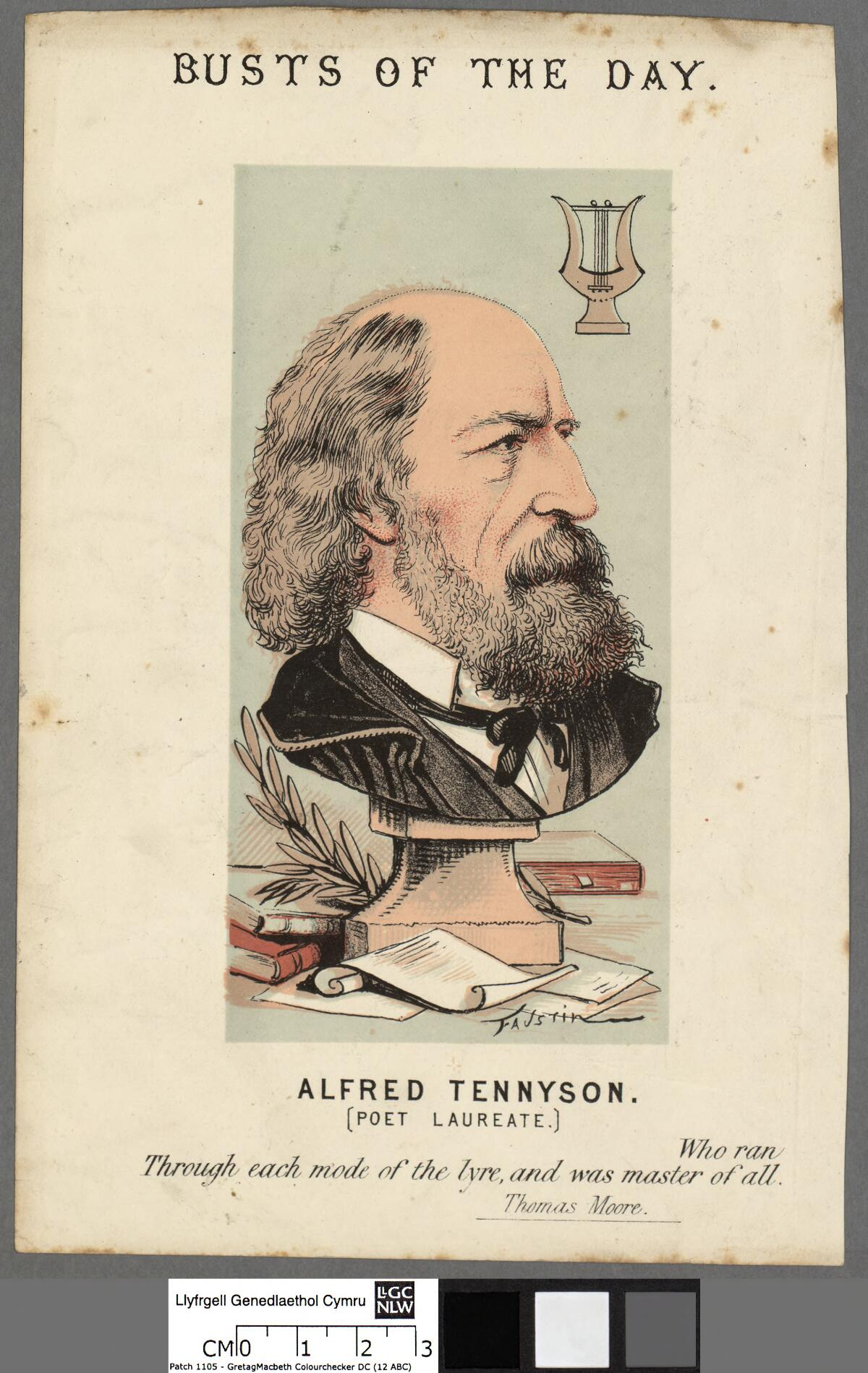
Tennyson, poète lauréat.

L'auteur John Sterling, comme Tennyson membre de la confrérie des Apôtres de Cambridge, écrit dans le Quarterly Review en 1842 : « Cet Ulysse surpasse vraiment tout ! Il y a là un ton d'un épique délicieux et une forme de sagesse à la fois lucide et passionnée, qui grave sans hâte de sages paroles et de gracieuses formes dans un marbre aussi pâle que résistant. »
De même, le recueil que Tennyson publie en 1842 fait une telle impression sur Carlyle que ce dernier lui cite les vers 62-64 d'Ulysse pour le féliciter :
It may be that the gulfs will wash us down,

It may be we shall touch the happy Isles

And see the great Achilles whom we knew! (62–64)
Il ajoute : « Cela ne me fait pas pleurer, mais je sens en moi de quoi remplir des urnes lacrymatoires jusqu'au bord lorsque je les lis,. »
Le théologien anglais Richard Holt Hutton résume le poème en relevant « le caractère amical du tableau et l'insatiable désir d'aventure, d'expériences et d'entreprises nouvelles, le tout sous le contrôle d'une raison éclairée et d'une volonté qui se discipline d'elle-même ».
En revanche, pour Matthew Arnold, le discours d'Ulysse, « avec des mots tels que the least ou plain est le moins homérique qui soit ; Homère présente sa pensée telle qu'elle jaillit de son esprit ; Mr Tennyson la distille avant de s'en séparer. D'où […] une atmosphère à la fois plus intense et plus recherchée ». Quant à G. K. Chesterton, il voit dans le poème la profonde différence séparant la mentalité antique et l'ouverture chrétienne : « Le poète se focalise sur l'incurable désir d'évasion qui habite le héros. En réalité, le véritable Ulysse n'en a cure et ne rêve que de rentrer chez lui. »

### L'embrigadement colonialiste
Malgré la quasi-unanimité de la critique en sa faveur, deux décennies se passent avant que le poème ne grimpe en renommée dans l'esprit même de son auteur. Tennyson ne le sélectionne pas lors de la publication d'anthologies, et c'est grâce aux efforts du pouvoir victorien qui, à la fin du XIXe siècle, l'inclut dans les manuels scolaires, que se pérennise sa renommée. Selon Rowlinson, la politique culturelle de l'époque vise à sélectionner un corpus poétique facilement accessible et surtout exportable. À ce compte, Ulysse appartiendrait à la préhistoire de l'impérialisme — terme qui n'apparaît qu'en 1851 — et son protagoniste aurait quelque chose d'un administrateur colonial, glorifiant par exemple l'appropriation d'un « nouveau monde » (new world) (vers 57).
Certes, Ulysse ne saurait être considéré comme ouvertement impérialiste, mais les œuvres de Tennyson, surtout après sa nomination en 1850 au titre de Poète lauréat, sont animées d'un patriotisme exacerbé (jingoism) et se focalisent de plus en plus sur la grandeur des colonies britanniques. À ce propos, Rowlinson invoque le philosophe d'obédience marxiste Louis Althusser pour qui même si le poème paraît avant la formation de l'idéologie, il n'en contribue pas moins à en susciter la nostalgie dans l'âme populaire,.
De plus, Clovis Bergère montre que le poème de Tennyson s'avère un parfait exemple de l'imbrication de l'enfance à la notion d'empire : la nostalgie d'un regain de jeunesse qu'exprime Ulysse comprend l'aventure, mais aussi la conquête (sous-entendue « coloniale »). Ainsi, le peuple d'Ithaque se voit infantilisé, avide de protection ; de même, l'enfant du roi se présente sous un aspect ambigu, à la fois objet de louange et rejeté : gouverneur de talent, il demeure cantonné à la sphère domestique. Il y a là une métaphore de l'empire conquis à l'aube de l'époque victorienne : les terres nouvelles, qui exigeraient une gouvernance rigoureuse et imaginative, se trouvent au contraire exposées aux stéréotypes purement britanniques que Tennyson transpose, volontairement ou non, dans l'île grecque, si bien qu'elles aussi finissent par se dessécher en rocs arides où survivent des êtres de second ordre.

### Le retour en grâce quasi international
Dans un essai publié en 1929, T. S. Eliot écrit qu'Ulysse est un « poème parfait » (a perfect poem) ; d'ailleurs, un personnage analogue médite à haute voix sous la forme d'un monologue dramatique dans son Gerontion (1820). Dans les deux cas, le narrateur est un homme âgé qui se penche sur le temps qu'il lui reste à vivre. L'incipit de l'ouvrage reprend les vers introductifs du poème de Tennyson avec une charge d'ironie :
| Rocks, moss, stonecrop, iron, merds. The woman keeps the kitchen, makes tea, Sneezes at evening, poking the peevish gutter. I am an old man, A dull head among windy places. (vers 13–17) | Rochers, mousse, affleurements pierreux, fer, excréments. La bourgeoise s'occupe de la cuisine, fait le thé, Éternue le soir venu et tisonne le malicieux caniveau. Je suis un vieil homme, Une tête sans joie parmi les courants d'air. [Traduction libre] |

Ulysse, malgré les interprétations ironiques du XXe siècle, demeure un poème fort admiré. Basil Willey, professeur émérite de l'Université de Cambridge, écrit que « le poème est sans faille du début à la fin, ramassé, grave, sans ornement excessif, et plein d'un sentiment très contrôlé ».
Le poète italien Giovanni Pascoli (1855-1912) présente son poème lyrique L'Ultime voyage (Il ultimo viaggio) comme une tentative de réconciliation entre les portraits d'Ulysse brossés par Dante et Tennyson et la prophétie de Tirésias selon laquelle le héros homérique trouvera une « douce » mort par l'entremise des flots. Il s'agit là d'un problème d'interprétation et même de traduction : le texte anglais est a mild death off the sea. Off the sea est supposé rendre compte des deux sens possibles de l'expression grecque εξ αλοσ, signifiant « de la mer » ou « à l'écart de la mer ». Ainsi, l'Ulysse de Pascoli quitte Ithaque pour poursuivre son épopée sur les océans, interprétation réfutée par Alain Ballabriga qui, dans son exégèse de la prophétie de Tirésias, indique clairement qu'Ulysse meurt par l'entremise des flots, mais de mort violente.
En dehors de la multiplicité des appréciations émanant des milieux littéraires essentiellement anglophones, celles des symbolistes français résonnent d'un écho particulièrement favorable. Si leur phobie des conventions, leur passion pour, selon la formule de l'Abbé Brémond, la « poésie pure  », leur anti-intellectualisme et leur amoralisme, risquaient a priori d'en faire des détracteurs de l'auteur d'Ulysse, « ils ont senti et proclamé le mérite de l'œuvre ». Baudelaire considère que Tennyson égale Poe et Byron, surtout dans des poèmes comme Ulysse et Les Mangeurs de lotus. De même, Verlaine, sensible à la « musicalité qui lui est propre, discrète, quoique infinie en ses ressources », place Tennyson au-dessus de Victor Hugo et Mallarmé.
Pour paraphraser Jacques Lacarrière qui se réfère à l'Odyssée de Níkos Kazantzákis, une fois les analyses et interprétations terminées, ironie ou pas, « demeure la flamme qui d'un bout à l'autre parcourt la destinée d'Ulysse, ne serait-ce qu'en pensée : elle emporte le lecteur sur des mers inconnues, peut-être des déserts jamais entrevus ou des montagnes où le cœur s'endurcit. Plus que jamais, elle appartient à un présent élargi aux dimensions de la planète ».

## Influence du poème
Dans la quinzième édition de Bartlett's Familiar Quotations publiée en 1980, s'en trouvent cités 36 des 70 vers, alors que la neuvième édition de 1891 n'en comprenait que six.
Le triptyque comique The Malayan Trilogy d'Anthony Burgess paraît d'abord aux États-Unis sous le titre The Long Day Wanes: The Malayan Trilogy, dont la première partie appartient au poème de Tennyson (vers 56),.
Ulysse est longuement cité dans la dernière émission Godnight, Seattle du sitcom américain Frasier Crane lors du discours d'adieu du protagoniste.
[Sail] Beyond the Sunset (Au-delà du crépuscule), dernier de la série des romans de science-fiction du cycle des Vies de Lazarus Long par Robert A. Heinlein, trouve son titre dans le vers 60 du poème de Tennyson. De plus, la strophe III dont le vers est extrait est citée en son entier par l'un des personnages.

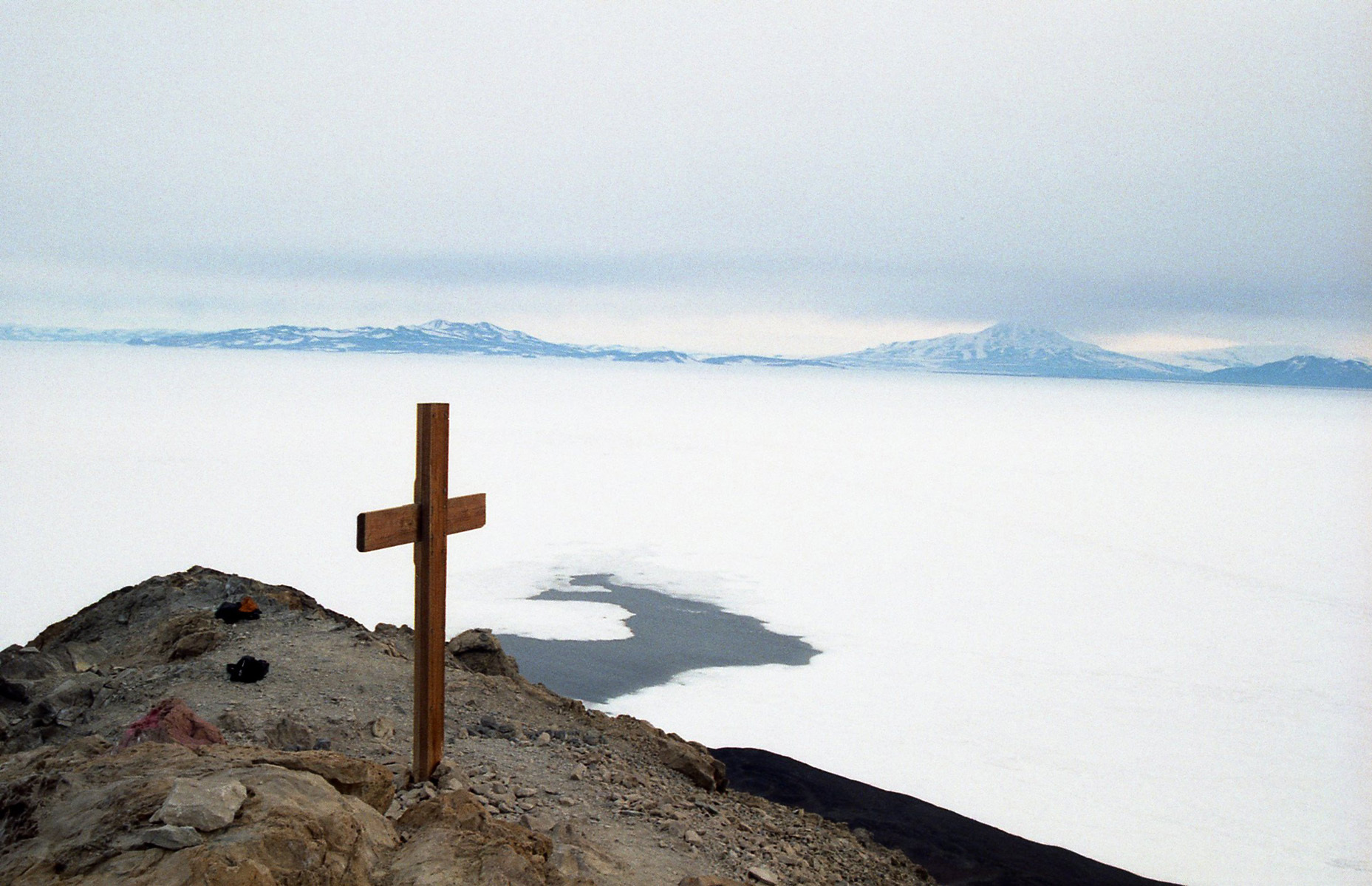
La croix d'Observation Hill en hommage à l'explorateur Robert Falcon Scott et son équipe.

M, incarnée par Judi Dench, cite le dernier vers d'Ulysse pendant la scène du tribunal dans le film Skyfall de la série des James Bond.
Ce dernier vers du poème sert aussi de devise à de nombreux établissements scolaires et diverses institutions réparties dans le monde anglophone.
C'est également lui qui est inscrit sur une grande croix de bois à Observation Hill, colline de l'île de Ross en Antarctique, en hommage à l'explorateur Robert Falcon Scott et à son équipe, morts au retour de leur voyage au pôle Sud en 1912 lors de l'expédition Terra Nova.
Cité dans le troisième épisode de la deuxième saison de la série Succession.

## Annexes

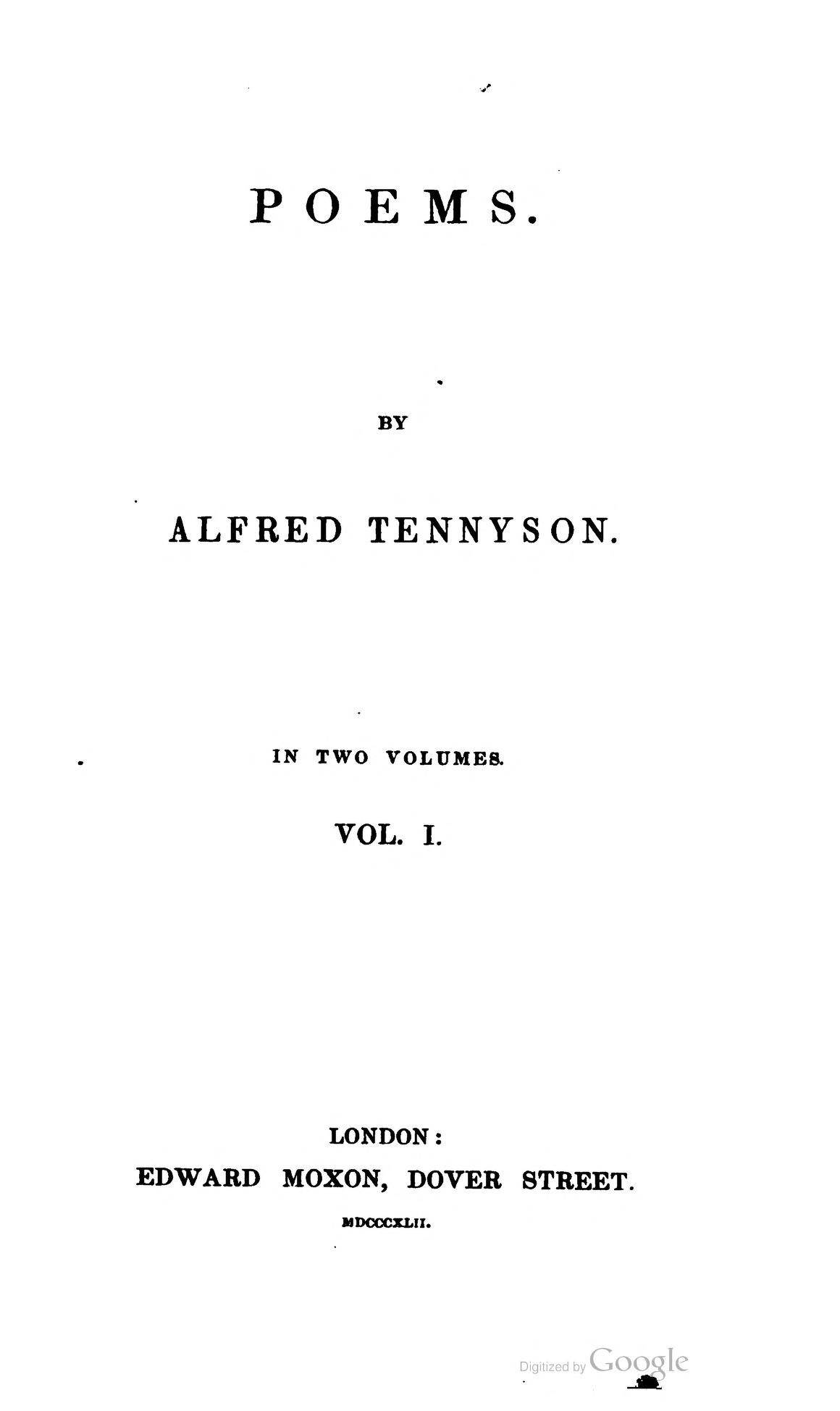
Poems (1842).

### Citations originales de l'auteur
1. ↑  « you and I are old (vers 49.) »
2. ↑  « barren crags »
3. ↑  « Life piled on life / Were all too little, and of one to me / Little remains[2] »
4. ↑  « He works his work, I mine. »
5. ↑  « Courage! he said »
6. ↑  « written under a sense of loss and that all had gone by, but that still life must be fought out to the end[8] »
7. ↑  « gave my feeling about the need of going forward and braving the struggle of life[67] »
8. ↑  « It was more written with the feeling of his loss upon me than many poems in In Memoriam[68] »
9. ↑  « to strive, to seek, to find, and not to yield »

### Citations originales des commentateurs
1. ↑  « What is a man, if his chief good and market of his time be but to sleep and feed? A beast, no more[16] »
2. ↑  « Perseverance, my dear lord, / Keeps honour bright: to have done it is to hang / Quite out of fashion, like a rusty mail, / In monumental mockery. »
3. ↑  « I were better to be eaten to death with rust than to be scoured to nothing with perpetual motion »
4. ↑  « These three lines by themselves take up nearly as much time a a whole book of the Iliad[58] ».
5. ↑  « It may be that Ulysses' determination to defy circumstance attracted Tennyson to the myth[66] »
6. ↑  « the "responsible social being" and the melancholic poet, meet uniquely in Ulysses, yet seem not to recognize each other within the text[76] »
7. ↑  « Satan rises from the burning lake »
8. ↑  « courage never to submit or yield[80] »
9. ↑  « disregarding religious sanctions and submitting all things to desire[83] »
10. ↑  « a sybaritic life or a brutal repudiation of responsibility[84] »
11. ↑  « an elegiac mood[86] »
12. ↑  « How superior is 'Ulysses'! There is in this work a delightful epic tone, and a clear impassioned wisdom quietly carving its sage words and graceful figures on pale but lasting marble[11] »
13. ↑  « These lines do not make me weep, but there is in me what would fill whole Lachrymatories as I read[90] »
14. ↑  « friendly picture of the insatiable craving for new experience, enterprise, and adventure, when under the control of a luminous reason and a self-controlled will[91] »
15. ↑  « Homer presents his thought to you just as it wells from the source of his mind: Mr. Tennyson carefully distils his thought before he will part with it. Hence comes… a heightened and elaborate air[11] »
16. ↑  « The poet reads into the story of Ulysses the conception of an incurable desire to wander. But the real Ulysses does not desire to wander at all. He desires to get home[92] »
17. ↑  « the poem is flawless in tone from beginning to end; spare, grave, free from excessive decoration, and full of firmly controlled feeling[103] »

#### Traductions en français
- Alfred Tennyson et M. Cazamian (trad. Madeleine L. Cazamian), Tennyson, Paris, Aubier-Montaigne, 1938, p. 20-25.

#### Ouvrages et articles généraux
- (en) A. R. Chisholm, « The Prototype of Dante's Geryon » [« Le prototype du Geryon de Dante »], Modern Language Review, vol. 4,‎ 1929, p. 451-454.
- William Shakespeare et François-Victor Hugo (trad. François-Victor Hugo), « La fameuse histoire de Troylus et Cressida », dans Œuvres complètes de Shakespeare, vol. 4, Paris, Pagnerre, 1868, p. 51-212.
- William Shakespeare et François-Victor Hugo (trad. François-Victor Hugo), Œuvres complètes de Shakespeare, Paris, Pagnerre, 1872 (lire en ligne).
- (en) T. S. Eliot, Selected essays, 1917-1932 [« Essais choisis, 1917-1932 »], New York, Harcourt Brace Jovanovich, 1950, 460 p., 22 cm (ISBN 0-15-180387-0)
- Dante Alighieri et André Pézard (trad. André Pézard), La Divine comédie, Paris, Gallimard, coll. « Bibliothèque de la Pléaïde », 1965, 1851 p., 18 cm (ISBN 978-2070101566)
- Jeanne Demers, « Compte rendu de Clément Moisan, Henri Bremond et la poésie pure », Études françaises, Québec et Paris, Les Presses de l'Université Laval et Minard, vol. 4, no 4,‎ 1968, p. 435–437 (lire en ligne, consulté le 24 juillet 2019).
- Denis Roques, « Synésios de Cyrène et le Silphion de Cyrénaïque », Revue des Études Grecques, t. 97,‎ janvier-juin 1984
- Louis Althusser (trad. Ben Brewster), Lenin and Philosophy and Other Essays, New York, 2001, 212 p., 23 cm (ISBN 1583670394, lire en ligne).
- Nikos Kazantzakis (trad. Jacqueline Moatti, ill. lithographies originales d'André Cottavoz, Paul Guiramand, André Minaux et Walter Spitzer), L'Odyssée, Paris, Plon, coll. « Richelieu », 1971, 33333 p.
- (en) A. D. Culler, « Monodrama and the Dramatic Monologue » [« Monodrame et monologue dramatique »], PMLA, New York, NY 10004-2434, Modern Language Association, vol. 90, no 3,‎ 1975, p. 366–385 (DOI 10.2307/461625, JSTOR 46162)
- (en) John Bartlett (Emily Morison Beck, éditeur scientifique), Bartlett's Familiar Quotations [« Les citations les plus courantes de Barlett »], Londres, Little, Brown and Company, 1980, 1529 p., 25 cm (ISBN 0-316-08275-9)
- Guy Pervillé, « L'impérialisme : le mot et le concept », dans Enjeux et puissance, pour une histoire des relations internationales au XXe siècle : mélanges en l'honneur de Jean-Baptiste Duroselle, Paris, Publications de La Sorbonne, novembre 1986, 16 p. (ISBN 2-85944-128-X, lire en ligne)
- (en) D. R. Schwarz, Reading Joyce's Ulyses [« En lisant l'Ulysse de Joyce »], New York, St. Martin's Press, 1987 (ISBN 0-312-66458-3)
- Alain Ballabriga, « La prophétie de Tirésias », Mètis : Anthropologie des mondes grecs anciens, vol. 4, no 2,‎ 1989, p. 291-304.
- (en) Matthew Campbell, Rhythm & Will in Victorian Poetry [« Le rythme et la volonté dans la poésie victorienne »], Cambridge, Cambridge University Press, 1999 (ISBN 0-521-64295-7)
- (en) H. W. Fulweiler, Here a captive heart busted: studies in the sentimental journey of modern literature [« La rupture d'un cœur captif : études sur le voyage sentimental et la littérature moderne »], New York, Fordham University Press, 1993 (ISBN 0-8232-1496-6).
- M. C. Howaston, Dictionnaire de l'Antiquité, Paris, Robert Laffont, coll. « Bouquins », 1998, 1066 p., 20,1 cm (ISBN 978-2221068007)
- Jean Cuisenier, Le périple d'Ulysse, Paris, Fayard, 2003, 451 p., 24 cm (ISBN 9-782213-615943)
- (en) Ori Rotlevy, « Presentation as indirection, indirection as schooling: The two aspects of Benjamin's scholastic method » [« La présentation en tant qu'indirection, l'indirection comme apprentissage : les deux facettes de la méthode scolastique de Benjamin »], Continental Philosophy Review, Springer Netherlands, vol. 50, no 4,‎ 17 décembre 2016, p. 493-516 (DOI https://doi.org/10.1007/s11007-016-9404-2)
- Dante Alighieri et Danièle Robert, traductrice, L'Enfer (La Divine Comédie), Arles, Actes Sud, coll. « Hors Collection », 2016, 544 p., 21 cm (ISBN 978-2-330-06461-7)
- Jacques Lacarrière, Dictionnaire amoureux de la Grèce, Paris, Plon, 2014, 413 p., 20 cm (ISBN 978-2702865323).
- Jean-Pierre Vernant, L'univers, les dieux, les hommes : récits grecs des origines, Paris, Éditions du Seuil, coll. « France Loisirs », 1999, 218 p., 18 cm (ISBN 2-7441-3780-4)
- (en) Francis O'Gorman, Victorian Poetry, an Annotated Anthology [« La poésie victorienne, anthologie annotée »], Londres, Blackwell Publishing, 2004 (ISBN 0-631-23436-5).
- (en) Helen Luu, "Impossible Speech": 19th Century Women Poets and the Dramatic Monologue [« Le discours impossible : les femmes-poètes du XIXe siècle et le monologue dramatique »], 2008 (lire en ligne)
- (en) Edith Hall, The Return of Ulysses, a cultural history of Homer's Odyssey [« Le retour d'Ulysse, histoire culturelle de l'Odyssée d'Homère »], Londres, New York, I.B.Tauris & Co. Ltd, 2012, 322 p., 24 cm (ISBN 978-1780762357)
- (en) Ian Kerr, G. K. Chesterton: A Biography, Oxford, Oxford University Press, 2011, 747 p. (ISBN 9780199601288)
- (en) Earl G. Ingersoll (Mary C. Ingersoll), Conversations with Anthony Burgess, University of Mississippi Press, 2008, 224 p., 23 cm (ISBN 978-1604730968)
- François-Xavier Fauvelle, « Les “sauvages” au XIXe siècle, entre science et spectacle », Le Monde,‎ 28 septembre 2017 (lire en ligne, consulté le 10 mai 2019).

#### Ouvrages et articles spécifiques
- (en) Edmund D. Cressman, « The Classical Poems of Tennyson » [« Les poèmes classiques de Tennyson »], The Classical Journal, vol. 24, no 2,‎ novembre 1928, p. 98–111
- (en) Paul F. Baum, Tennyson Sixty Years After [« Soixante ans après »], Hemel Hempstead (Royaume-Uni), Octagon Books, 1976, 331 p. (ISBN 9780374904678).
- (en) Douglas Bush, « Tennyson's Ulysses and Hamlet » [« L’Ulysse de Tennyson et Hamlet »], Modern Language Review, Cambridge, Cambridge University Press, vol. XXXVIII,‎ 1943, 23
- (en) John Killham (John Killham, éditeur scientifique), Critical essays on the poetry of Tennyson [« Essays critiques sur la poésie de Tennyson »], Londres, Barnes & Noble, 1960, 8.3 x 5.4 x 0.7 inches (ISBN 0710016840).
- (en) E. J. Chiasson (John Killham, éditeur scientifique), « Tennyson's Ulysses – a Reinterpretation » [« L’Ulysse de Tennyson, réinterprétation »], Critical essays on the poetry of Tennyson, Londres, Routledge & Kegan Paul,‎ 1960
- (en) C. R. Sanders, « Carlyle and Tennyson » [« Carlyle et Tennyson »], PMLA, Modern Language Association, vol. 76, no 1,‎ mars 1961, p. 82–97 (DOI 10.2307/460317, JSTOR 460317).
- (en) John Pettigrew, « Tennyson's Ulysses, a Reconciliation of Opposites » [« L'Ulysse de Tennyson, réconciliation des contraires »], Victorian Poetry, vol. 1,‎ 1963, p. 27-45.
- (en) John D. Jump, Tennyson, the critical héritage [« Tennyson, héritage critique »], Londres, Routledge & Kegan Paul, 1967, p. 66-83
- (en) Alicia Ostriker, « The Three Modes in Tennyson's Prosody » [« Les trois modes de la poésie de Tennyson »], PMLA, New York, NY 10004-2434, Modern Language Association, vol. 82, no 2,‎ mai 1967 (DOI 10.2307/461298, JSTOR 461298).
- (en) W. W. Robson, « The Dilemma of Tennyson » [« Le dilemme de Tennyson »], Critical Essays, New York, Barnes & Nobles,‎ 1967, 23 cm.
- (en) Alastair W. Thomson, The Poetry Of Tennyson [« La poésie de Tennyson »], Londres, 1968 (ISBN 0710207166)
- Gilbert Pillot, Ulysse et le code secret de l'Odyssée, Paris, Laffont, coll. « Les énigmes de l'univers », 1969, 250 p., 25 cm (ASIN B003TMDF7Q)
- (en) R. F. Storch, « The fugitive from the ancestral source: Tennyson's 'Ulysses' » [« Le fugitif des sources ancestrales : L'Ulysse de Tennyson »], Texas Studies in Literature and Language, vol. 13, no 2,‎ 1971, p. 281–297
- (en) Christopher Ricks, Tennyson, New York, The Macmillan Press Ltd, 1972, 349 p. (ISBN 9780333135105)
- (en) James Russell Kincaid, Tennyson's Major Poems: : the comic and ironic patterns [« Les poèmes majeurs de Tennyson : schémas comiques et ironiques »], New Haven, Yale University Press, 1975, xi, 254, 25cm (ISBN 0300018754)
- (en) Linda K. Hughes, « Dramatis and private personae: 'Ulysses' revisited » [« Personae dramatiques et privés »], Victorian Poetry, West Virginia University Press, vol. 17, no 3,‎ 1979, p. 192–203
- (en) Dorothy Mermin, The Audience in the Poem [« Le public dans le poème »], New Brunswick, N. J., Rutgers University Press, 1983, p. 30-31.
- (en) Dorophy Perkins, The Audience in the Poem [« Le public dans le poème »], New Brunswick, N.J., Rudgers University Press, 1983|
- (en) Tucker, (Jr.) et F. Herbert, « Tennyson and the Measure of Doom » [« Tennyson et la mesure du destin »], PMLA, Modern Language Association, vol. 98, no 1,‎ janvier 1983, p. 8–20 (DOI 10.2307/462069, JSTOR 462069)
- (en) Linda K. Hughes, The Manyfacèd Glass: Tennyson's dramatic monologues [« Le miroir aux multiples facettes: les monologues dramatiques de Tennyson »], Athens, Ohio, Ohio University Press, 1988, x, 311, 24 cm (OCLC 610379721).
- (en) Alfred Tennyson (Christopher Ricks, éditeur scientifique) et Christopher Ricks, Tennyson: A Selected Edition [« Tennyson, morceaux choisis »], University of California Press, 1989, 144 p.
- (en) A.T. Tennyson et A. Day, Alfred Lord Tennyson: selected poems [« Alfred Lord Tennyson : poèmes choisis »], 1991.
- (en) Matthew Rowlinson, « The Ideological Moment of Tennyson's Ulysses » [« L'instant idéologique de l'Ulyssede Tennyson »], Victorian Poetry, vol. 30, nos 3/4,‎ 1992, p. 265–276 (www.jstor.org/stable/40002468)
- (en) W. B. Stanford, The Ulysses theme: a Study in the adaptability of a traditional hero [« Le thème d'Ulysse : étude de l'adaptabilité d'un héros traditionnel »], Dallas, Tx., Spring Publications, 1993 (ISBN 0-88214-355-7)
- (en) Matthew Rowlinson, « On the Literality of Tennyson's Ulysses » [« La littéralité de l'Ulysse de Tennyson »], boundary 2, vol. 20, no 2,‎ 1993, p. 230-265 (lire en ligne, consulté le 20 juillet 2019)
- (en) A. T. Tennyson, Alfred Lord Tennyson: selected poems, Hardmonsworth, Penguin classics, coll. « Penguin Books », 1991 (ISBN 0-14-044545-5).
- (en) Matthew Rowlinson, « Tennyson's Fixations: psychoanalysis and the topics of the early poetry » [« Les obsessions de Tennyson :la psychanalyse et les sujets de sa première poésie »], Victorian Literature and culture series, Charlottesville, University Press of Virginia,‎ 1994 (ISBN 0-8139-1478-7)
- (en) A. T. Tennyson et A. Roberts, Alfred Tennyson, Oxford, Oxford University Press, coll. « The Oxford authors », 2000 (ISBN 0-19-210016-5)
- Brigitte Urbani, « Couleurs et suites italiennes d'un poème anglais : Mélanges en l'honneur de Monsieur le Professeur Maurice Abiteboul », Théâtres du Monde,‎ 2001, p. 201-218 (lire en ligne).
- (en) A. A. Markley, Stateliest Measures: Tennyson and the Literature of Greece and Rome [« Tennyson et la littérature gréco-romaune »], Toronto, University of Toronto Press, 2004 (ISBN 0-8020-8937-2, lire en ligne)
- Dante Alighieri et Jacqueline Risset, traductrice, L'Enfer (La Divine Comédie), Paris, Flammarion, coll. « GF bilingue », 2004, 378 p., 18 cm (ISBN 978-2080712165)
- (en) Patrick Maher, « A Ulysses Connection: Examining Experiences in the Ross Sea Region, Antarctica » [« Ulysse et les expériences de la région de la mer de Ross, Antarctique »], Journal of Experiential Education,‎ 2005 (ISSN 1053-8259)
- (en) Anthony W. Lee, « I am become a Name: An Allusion to Psalm 69, 8 in Tennyson's Ulysses » [« I am become a Name : allusion au Psaume 69, 8 »], The Explicator, vol. 76, no 1,‎ 2018, p. 52-54 (DOI 10.1080/00144940.2018.1434473, lire en ligne, consulté le 20 juillet 2019)
- (en) Harriet Staff, « Tennyson Poem featured in Skyfall » [« Un poème de Tennyson figurant dans Skyfall »], sur Poetry Foundation, novembre 2012 (consulté le 17 avril 2019)
- (en) M. Sherwood, « Ever-broadening England: Tennyson and Empire », dans Tennyson and the Fabrication of Englishness, Londres, Palgrave Macmillan, 2013 (ISBN 978-1-349-44999-6, lire en ligne)
- Brigitte Urbani, « Ulysse dans la culture italienne. Voyage multiforme à travers le temps », Cahiers d'études romanes, no 27,‎ 2013, p. 19-46 (lire en ligne, consulté le 25 mai 2019)
- Jean-Louis Poirier, « Ne plus ultra, Dante et le dernier voyage d'Ulysse », Paris, Les Belles Lettres, 2013 (consulté le 26 mai 2019)
- (en) Clovis Bergère, « The Conceptual Politics of Chilhood and Empire in Tennyson's Ulysses » [« Le Concept politique de l'enfance et de l'empire dans l'Ulysse de Tennyson »], Academia, Camden, NJ, Rugers University,‎ 2015 (lire en ligne, consulté le 21 juillet 2019).
- (en) Shantanu Siuli, « In what way the virtues of tenacity and optimism in Ulysses of Alfred Lord Tennyson do corroborate this notion by itself? » [« Dans quelle mesure les vertus de ténacité et d'optimisme dans l'Ulysse d'Alfred Tennyson corroborent-elles en soi cette notion ? »], International Journal of English Language, Literature and Translation Studies (IJELR), Birbhum, Seacom Skills University, vol. 3, no 3,‎ 2016, p. 374-378
- Timothy L. Dyson, « Ulysse de Tennyson », sur Interesting Literature, 2018 (consulté le 10 mai 2019).